# Día del Cooperante
El día del cooperante se celebra el 8 de septiembre para reconocer el trabajo que más de 1400 españoles realizan en las zonas más desfavorecidas de la Tierra.
Coincide con la Declaración del Milenio de Naciones Unidas en la que 189 jefes de Estado se comprometieron a cumplir los Objetivos de Desarrollo del Milenio.
Coordinadora de ONG de Desarrollo de España (CONGDE) reclama:
- Un tratamiento fiscal apropiado a la realización de trabajos en el exterior.
- La creación de un régimen especial para cooperantes en la Seguridad Social.
- Y que se contemple como enfermedad profesional aquellas que son contraídas en aquellas zonas.

- Datos: Q5815839